# Żyrzyn (gmina)
Żyrzyn – gmina wiejska w województwie lubelskim, w powiecie puławskim. W latach 1975–1998 gmina położona była w województwie lubelskim. Siedzibą gminy jest miejscowość Żyrzyn.
Według danych z 30 czerwca 2004 gminę zamieszkiwało 6599 osób. Natomiast według danych z 31 grudnia 2017 roku gminę zamieszkiwało 6451 osób.

## Historia
W czasach Królestwa Polskiego gmina Żyrzyn należała do powiatu nowoaleksandryjskiego w guberni lubelskiej. 31 maja 1870 od gminy odłączono wieś Bałtowo (do gminy Gołąb), a w zamian za nią przyłączono wsie Osiny i Wola Osińska z gminy Nowa Aleksandria.
Na terenie gminy w dniu 8 sierpnia 1863 roku miała miejsce Bitwa pod Żyrzynem, uznawana za jeden z największych sukcesów strony polskiej w trakcie powstania styczniowego.

## Ochrona przyrody
Gmina Żyrzyn objęta jest szeregiem form ochrony przyrody. Zaliczają się do nich rezerwat przyrody Piskory, chroniący zespół ekosystemów wodnych, bagiennych i leśnych o dużej różnorodności biologicznej a także Obszar Chronionego Krajobrazu "Pradolina Wieprza", Obszar Chronionego Krajobrazu "Kozi Bór" oraz obszar Natura 2000 Pradolina Wieprza.

## Komunikacja
Gminę przecina droga ekspresowa S17 łączącą Warszawę, Lublin i Zamość z Ukrainą. W miejscowości Żyrzyn znajduje się zjazd prowadzący do miasta Puławy a także Kazimierza Dolnego.
Przed II wojną światową na terenie gminy znajdowało się lotnisko wojskowe Żyrzyn, na którym stacjonowały m.in. samoloty PZL.23 Karaś. Terenowe pozostałości lotniska można wciąż odnaleźć w północnej części gminy, na wschód od miejscowości Żerdź.

## Struktura powierzchni
Według danych z roku 2002 gmina Żyrzyn ma obszar 128,73 km², w tym:
- użytki rolne: 56%
- użytki leśne: 35%

Gmina stanowi 13,8% powierzchni powiatu.

## Demografia

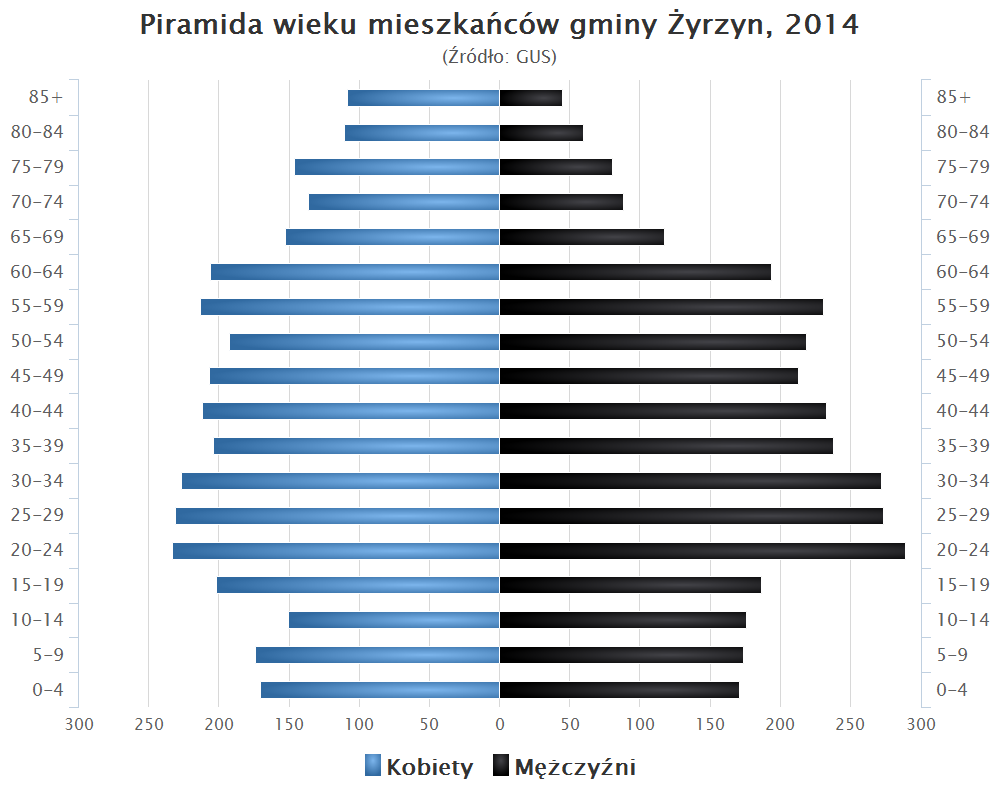
Piramida wieku mieszkańców gminy Żyrzyn w 2014 roku

Dane z 30 czerwca 2004:
| Opis                              | Ogółem | Ogółem | Kobiety | Kobiety | Mężczyźni | Mężczyźni |
| --------------------------------- | ------ | ------ | ------- | ------- | --------- | --------- |
| jednostka                         | osób   | %      | osób    | %       | osób      | %         |
| populacja                         | 6599   | 100    | 3318    | 50,3    | 3281      | 49,7      |
| gęstość zaludnienia (mieszk./km²) | 51,3   | 51,3   | 25,8    | 25,8    | 25,5      | 25,5      |

## Miejscowości
| Wykaz miejscowości podstawowych oraz ich integralnych części w administracji gminy Żyrzyn                                                                                                | Wykaz miejscowości podstawowych oraz ich integralnych części w administracji gminy Żyrzyn | Wykaz miejscowości podstawowych oraz ich integralnych części w administracji gminy Żyrzyn | Wykaz miejscowości podstawowych oraz ich integralnych części w administracji gminy Żyrzyn | Wykaz miejscowości podstawowych oraz ich integralnych części w administracji gminy Żyrzyn | Wykaz miejscowości podstawowych oraz ich integralnych części w administracji gminy Żyrzyn | Wykaz miejscowości podstawowych oraz ich integralnych części w administracji gminy Żyrzyn |
| Nazwa główna | Rodzaj obiektu                                                                            | Identyfikator SIMC                                                                        | Obiekt nadrzędny                                                                          | Uwagi                                                                                     | Współrzędne geograficzne                                                                  |                                                                                           |
| --- | ----------------------------------------------------------------------------------------- | ----------------------------------------------------------------------------------------- | ----------------------------------------------------------------------------------------- | ----------------------------------------------------------------------------------------- | ----------------------------------------------------------------------------------------- | ----------------------------------------------------------------------------------------- |
| Bałtów | wieś                                                                                      | 0394341                                                                                   |                                                                                           |                                                                                           | 51°29′22″N 22°01′29″E/51,489444 22,024722                                                 |                                                                                           |
| Borysów | wieś                                                                                      | 0394358                                                                                   |                                                                                           |                                                                                           | 51°29′59″N 22°02′14″E/51,499722 22,037222                                                 |                                                                                           |
| Cezaryn | wieś                                                                                      | 0394364                                                                                   |                                                                                           |                                                                                           | 51°32′51″N 22°00′39″E/51,547500 22,010833                                                 |                                                                                           |
| Dworzysko | część wsi                                                                                 | 1024008                                                                                   | Bałtów                                                                                    |                                                                                           | 51°29′15″N 22°00′53″E/51,487500 22,014722                                                 |                                                                                           |
| Jaworów | wieś                                                                                      | 0394370                                                                                   |                                                                                           |                                                                                           | 51°31′44″N 22°02′03″E/51,528889 22,034167                                                 |                                                                                           |
| Kośmin | wieś                                                                                      | 0394393                                                                                   |                                                                                           |                                                                                           | 51°33′59″N 21°59′34″E/51,566389 21,992778                                                 |                                                                                           |
| Kolonia Kośmin | kolonia wsi                                                                               |                                                                                           | Kośmin                                                                                    |                                                                                           | 51°33′18″N 21°59′26″E/51,555000 21,990556                                                 |                                                                                           |
| Kotliny | wieś                                                                                      | 0394401                                                                                   |                                                                                           |                                                                                           | 51°29′07″N 22°09′48″E/51,485278 22,163333                                                 |                                                                                           |
| Majątek | przysiółek wsi                                                                            |                                                                                           | Osiny                                                                                     |                                                                                           | 51°28′05″N 22°03′08″E/51,468056 22,052222                                                 |                                                                                           |
| Osiny | wieś                                                                                      | 0394418                                                                                   |                                                                                           |                                                                                           | 51°27′51″N 22°04′07″E/51,464167 22,068611                                                 |                                                                                           |
| Parafianka | wieś                                                                                      | 0394424                                                                                   |                                                                                           |                                                                                           | 51°32′50″N 22°01′20″E/51,547222 22,022222                                                 |                                                                                           |
| Poręba | przysiółek wsi                                                                            |                                                                                           | Wilczanka                                                                                 |                                                                                           | 51°33′18″N 22°04′24″E/51,555000 22,073333                                                 |                                                                                           |
| Przecinka | przysiółek wsi                                                                            |                                                                                           | Bałtów                                                                                    |                                                                                           | 51°28′52″N 22°01′49″E/51,481111 22,030278                                                 |                                                                                           |
| Sachalin | przysiółek wsi                                                                            | 1024020                                                                                   | Cezaryn                                                                                   |                                                                                           | 51°32′04″N 21°59′51″E/51,534444 21,997500                                                 |                                                                                           |
| Skrudki | wieś                                                                                      | 0394430                                                                                   |                                                                                           |                                                                                           | 51°33′08″N 22°02′26″E/51,552222 22,040556                                                 |                                                                                           |
| Kolonia Skrudki | kolonia wsi                                                                               |                                                                                           | Wilczanka                                                                                 |                                                                                           | 51°32′26″N 22°02′42″E/51,540556 22,045000                                                 |                                                                                           |
| Stefanka | przysiółek wsi                                                                            |                                                                                           | Skrudki                                                                                   |                                                                                           | 51°33′35″N 22°02′10″E/51,559722 22,036111                                                 |                                                                                           |
| Stodoły | część wsi                                                                                 |                                                                                           | Żyrzyn                                                                                    |                                                                                           | 51°30′03″N 22°05′59″E/51,500833 22,099722                                                 |                                                                                           |
| Strzyżowice | wieś                                                                                      | 0394447                                                                                   |                                                                                           |                                                                                           | 51°34′13″N 22°00′43″E/51,570278 22,011944                                                 |                                                                                           |
| Tokciny | przysiółek wsi                                                                            |                                                                                           | Bałtów                                                                                    |                                                                                           | 51°29′09″N 22°03′01″E/51,485833 22,050278                                                 |                                                                                           |
| Wilczanka | wieś                                                                                      | 0394453                                                                                   |                                                                                           |                                                                                           | 51°33′12″N 22°03′29″E/51,553333 22,058056                                                 |                                                                                           |
| Kolonia Wilczanka | kolonia wsi                                                                               |                                                                                           | Wilczanka                                                                                 |                                                                                           | 51°32′29″N 22°03′47″E/51,541389 22,063056                                                 |                                                                                           |
| Wola Osińska | wieś                                                                                      | 0394460                                                                                   |                                                                                           |                                                                                           | 51°28′19″N 22°06′14″E/51,471944 22,103889                                                 |                                                                                           |
| Zagrody | wieś                                                                                      | 0394476                                                                                   |                                                                                           |                                                                                           | 51°29′36″N 22°07′11″E/51,493333 22,119722                                                 |                                                                                           |
| Zapłotnica | część wsi                                                                                 |                                                                                           | Żyrzyn                                                                                    |                                                                                           | 51°29′59″N 22°05′32″E/51,499722 22,092222                                                 |                                                                                           |
| Żerdź | wieś                                                                                      | 0394482                                                                                   |                                                                                           |                                                                                           | 51°31′22″N 22°04′20″E/51,522778 22,072222                                                 |                                                                                           |
| Żyrzyn | wieś                                                                                      | 0394499                                                                                   |                                                                                           |                                                                                           | 51°29′54″N 22°05′42″E/51,498333 22,095000                                                 |                                                                                           |
| Żyrzyn-Majątek | część wsi                                                                                 |                                                                                           | Żyrzyn                                                                                    |                                                                                           | 51°29′41″N 22°06′21″E/51,494722 22,105833                                                 |                                                                                           |
| Żyrzyn-Wał | część wsi                                                                                 |                                                                                           | Żyrzyn                                                                                    |                                                                                           | 51°30′06″N 22°04′50″E/51,501667 22,080556                                                 |                                                                                           |
| Żyrzyn Dolny | część wsi                                                                                 |                                                                                           | Żyrzyn                                                                                    |                                                                                           | 51°29′53″N 22°04′28″E/51,498056 22,074444                                                 |                                                                                           |
| Żyrzyn Główny | część wsi                                                                                 |                                                                                           | Żyrzyn                                                                                    |                                                                                           | 51°29′55″N 22°05′12″E/51,498611 22,086667                                                 |                                                                                           |
| Żyrzyn Mały | część wsi                                                                                 |                                                                                           | Żyrzyn                                                                                    |                                                                                           | 51°29′36″N 22°05′53″E/51,493333 22,098056                                                 |                                                                                           |
| Kolonia Żyrzyn | kolonia wsi                                                                               |                                                                                           | Żyrzyn                                                                                    |                                                                                           | 51°31′03″N 22°05′55″E/51,517500 22,098611                                                 |                                                                                           |
| Borysów-Kolonia | część wsi                                                                                 | 1023990                                                                                   | Borysów                                                                                   |                                                                                           | 51°30′35″N 22°02′12″E/51,509722 22,036667                                                 |                                                                                           |
| Las-Grzęba | osada leśna                                                                               | 1024014                                                                                   | Żyrzyn                                                                                    | do 2013 r. – gajówka; brak zabudowy                                                       | 51°29′17″N 22°04′57″E/51,488056 22,082500                                                 |                                                                                           |
| Las-Jawor | osada leśna                                                                               | 0394387                                                                                   | Jaworów                                                                                   | do 2013 r. – gajówka; brak zabudowy                                                       | 51°31′47″N 22°02′38″E/51,529722 22,043889                                                 |                                                                                           |
| Źródło: Państwowy Rejestr Nazw Geograficznych – miejscowości – format XLSX, Dane z państwowego rejestru nazw geograficznych – PRNG, Główny Urząd Geodezji i Kartografii, 1 stycznia 2025 |                                                                                           |                                                                                           |                                                                                           |                                                                                           |                                                                                           |                                                                                           |

## Sołectwa
Bałtów, Borysów, Cezaryn, Jaworów, Kośmin, Kotliny, Osiny, Parafianka, Skrudki, Strzyżowice, Wilczanka, Wola Osińska, Zagrody, Żerdź, Żyrzyn
Miejscowości podstawowe bez statusu sołectwa: Las-Grzęba, Las-Jawor.

## Sąsiednie gminy
Abramów, Baranów, Końskowola, Kurów, Puławy, Ryki, Ułęż